# Carlos «Querubín» Sosa
Carlos Alberto Sosa es un político argentino que entre 2003 y 2007 fue diputado nacional en representación de la Provincia de Salta. En 1982 combatió en la Guerra de Malvinas como miembro de la Armada Argentina.

## Biografía

### Actividad militar
Incorporado tempranamente a la Armada Argentina, en 1982, siendo suboficial segundo, participó de la Guerra de Malvinas como parte de la tripulación del destructor ARA Py (D-27), unidad incorporada a la Fuerza de Tareas 20 y luego a la Fuerza de Tareas 79. 

### Actividad política
Carlos Sosa es más conocido como Querubín Sosa o Kerubín Sosa. Es un dirigente político histórico del Partido Renovador de Salta.
Asumió como intendente de Campo Quijano en 1995 y apenas asumió se dio con que había varios cheques emitidos por la Cooperadora Asistencial por montos increíbles y que había habido un intento de robo del libro con los registros.
En el año 2003 es elegido por sus compañeros de partido como el primer candidato a diputado nacional para las elecciones legislativas de ese año. Realizó una muy buena elección saliendo segundo con 95.845 votos detrás de los 200.904 de Urtubey y Daher pero superando los 68.216 de Lovaglio del frente Unidos por Salta que agrupaba a partidos como la Unión Cívica Radical, Recrear para el Crecimiento y Movimiento de Integración y Desarrollo. Los resultados le permitirían acceder a una banca como diputado nacional por el periodo 2003-2007.
Cuatro años más tarde no buscaría una reelección y sería candidato a diputado provincial por el departamento de Rosario de Lerma utilizando como partido ya no al PRS sino que lo hizo por la Democracia cristiana. En 2009 se habló de la posibilidad de que sea el candidato a senador provincial del mismo departamento por la Democracia cristiana pero finalmente esto no sucedió.
En el año 2013 sería candidato a concejal por Campo Quijano. Ganaría las elecciones PASO con su partido vecinal "El futuro de Quijano" obteniendo 1.673 votos superando a los 1.030 que obtuvo el Partido Renovador de Salta entre sus dos candidatos. Los resultados no variarían mucho en las generales ya que Carlos ganaría nuevamente con 2.127 votos obteniendo un total de tres bancas en el Concejo Deliberante de Campo Quijano para su partido superando a Dragisich del PRS que había obtenido dos escaños con sus 1.443 votos.
Dos años más tarde Querubín Sosa sería el candidato a intendente de Campo Quijano del frente Romero+Olmedo y los resultados en las PASO de ese año serían muy prometedores. Sosa ganaría las primarias con un total de 3.187 votos contra los 2.756 votos que obtuvo Manuel Cornejo, el intendente en ejercicio que había sucedido justamente a Sosa en 2003. Lamentablemente para Sosa los resultados se invertirían en las generales ya que Cornejo obtuvo 4.047 votos superando a los 3.610 que sacó el propio Querubín.
Carlos Alberto Sosa buscaría nuevamente una banca en el concejo deliberante de Campo Quijano en 2017 siendo el candidato del partido Primero Salta del otrora Presidente del Concejo Deliberante de la Ciudad de Salta, Ricardo Villada. Su partido sería el sexto espacio más votado con tan solo 613 votos en las PASO. En las generales su caudal de votos ascendería a 904 que le valieron un segundo puesto y una banca para el concejo deliberante para el periodo 2017-2019.
Querubín en el 2019 intentaría una vez más llegar a la intendencia de Campo Quijano, participando en las PASO dentro del frente Gustavo Sáenz Gobernador. En las primarias obtuvo 1.323 votos y si bien superó a Débora López, candidata del PRO y una de las competidoras dentro de la interna saencista, y a Manuel Cornejo, el intendente en funciones, no accedería a una candidatura en las elecciones generales ya que Carlos Folloni, el hijo del exdiputado nacional Jorge Oscar Folloni, ganó la interna del espacio con 2.762 votos. Sosa acompañaría luego a Folloni en la campaña y finalmente este asumiría en diciembre como jefe comunal luego de haber ganado la elección.
En noviembre de 2019 y días antes del cambio de autoridades, Querubín tuvo que hacerse cargo de la intendencia de forma interina ya que el intendente Cornejo no aparecía por ningún lado, además de las renuncias de las autoridades del concejo deliberante de Campo Quijano. Sosa tuvo esta responsabilidad ya que era el edil con más años de edad.
En 2021 Querubín sería el candidato a senador provincial del departamento Rosario de Lerma por el partido Salta Independiente referenciado con el doctor Bernardo Biella. Sosa sería el quinto candidato más votado con un total de 1630 votos y no lograría la banca.